# Antoni Farrés
Antoni Farrés Sabater (Sabadell, 4 de abril de 1945-Sabadell, 13 de febrero de 2009) fue el primer alcalde democrático de la ciudad de Sabadell (España) después de la Transición. 

## Biografía
Licenciado en Derecho por la Universidad de Barcelona, entre 1971 y 1979 Farrés trabajó de abogado laborista en Sabadell, trabajo que le llevó, el 19 de abril de 1979, a la alcaldía de Sabadell como cabeza de lista del PSUC. Ejerció el cargo de alcalde durante veinte años hasta el 3 de julio de 1999 primero como militante del PSUC (Partit Socialista Unificat de Catalunya) y posteriormente por IC (Iniciativa per Catalunya).
Durante el período en que ejerció la alcaldía, fue elegido diputado provincial en 1979 bajo la presidencia de Josep Tarradellas y posteriormente de Martí Jusmet. En 1983 fue reelegido diputado provincial y formó parte del grupo de diputados provinciales del PSUC, en la oposición.
Entre 1987 y 1991 fue presidente del primer Consell Comarcal del Vallès Occidental (Consejo Comarcal del Vallés Occidental). Entre 1992 y 1995 ejerció de diputado al Parlamento de Cataluña durante la IV legislatura, formó parte de las comisiones de Política Territorial y del Estatuto del Diputado, como también miembro suplente de la Comisión de Organización. En nombre del grupo parlamentario de Iniciativa per Catalunya, fue poniente de varias leyes, entre las cuales la del Plan Territorial General de Cataluña.
Fue vicepresidente de la Federació de Municipis de Catalunya. Desde 1994 hasta 1999 fue miembro del Consejo Social de la UAB. Durante el curso 1996-1997, impartió en la Facultad de Derecho la asignatura «Organización Teritorial de Cataluña». Durante ese mismo curso, denunció haber sufrido un intento de soborno por parte de una importante empresa constructora. Durante los cursos 1996-1997, 1997-1998 y 1998-1999, impartió el Máster de Administración Local.
En 1999 fundó Farrés Bellavista Associats, S.L., posteriormente llamada Farrés Assessors, S.L., de la cual fue director. Fue impulsor de LocalRet, siendo elegido presidente del consejo de administración el 19 de julio de 1997, consorcio integrado por más de 700 ayuntamientos de Cataluña, la Federació de Municipis de Catalunya y la Associació Catalana de Municipis, para fomentar en el mundo local el desarrollo de la red de cable de banda ancha y la incorporación de las tecnologías de información y comunicación y la comunicación en el mundo municipal.
También fue el responsable de ámbito municipal del Fòrum de les Cultures Barcelona 2004. Desde 2005 y hasta junio de 2008 fue colaborador en el programa radiofónico Els matins de Catalunya Radio presentado por Antoni Bassas.
En 2001 fue elegido Soci d'Honor 2001  de l'Associació d'Usuaris de Java de Catalunya, donde realitzo el acto de inauguración de la misma en la antiga sede del F2I, Fundació Indústries de la Informació, impulsada por el.
Últimamente, Antoni Farrés había ejercido de consultor en temas de administración local y nuevas tecnologías, especialmente vinculado al grupo Banco Sabadell. 
Murió el 13 de febrero de 2009 a la edad de 63 años a causa de un cáncer de pulmón. Al mediodía, el Ayuntamiento de Sabadell decretó tres días de duelo e instaló la capilla ardiente en el Salón de Plenos.

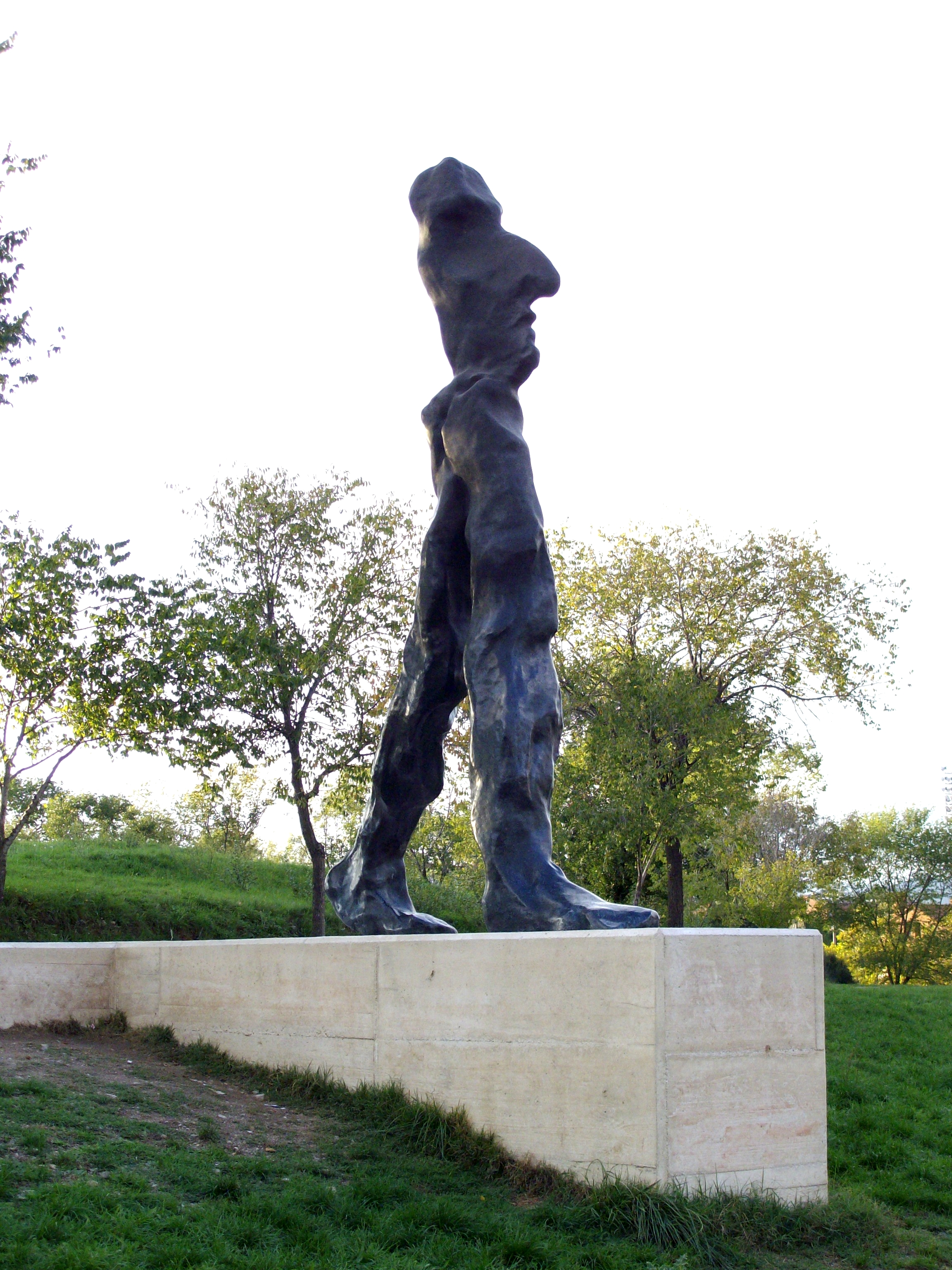
L'home de bronze (El hombre de bronce), escultura en honor y recuerdo de Toni Farrés, obra del artista Agustí Puig. Situada en el Parc Catalunya.

## Actos recordados
Entre los actos más destacables por los que se recuerda al exalcalde de Sabadell se encuentran:
- Haber conseguido asfaltar todas las calles de la ciudad, así como abastecer de servicios a todos los barrios de la misma.
- La realización del Parc de Catalunya y el Eix Macià.
- La creación de la cooperativa Transports Urbans de Sabadell (TUS), que en contraposición con Autobusos Sabadell del empresario Miquel Martí Adell, cubriría todos los barrios de la ciudad.[6]

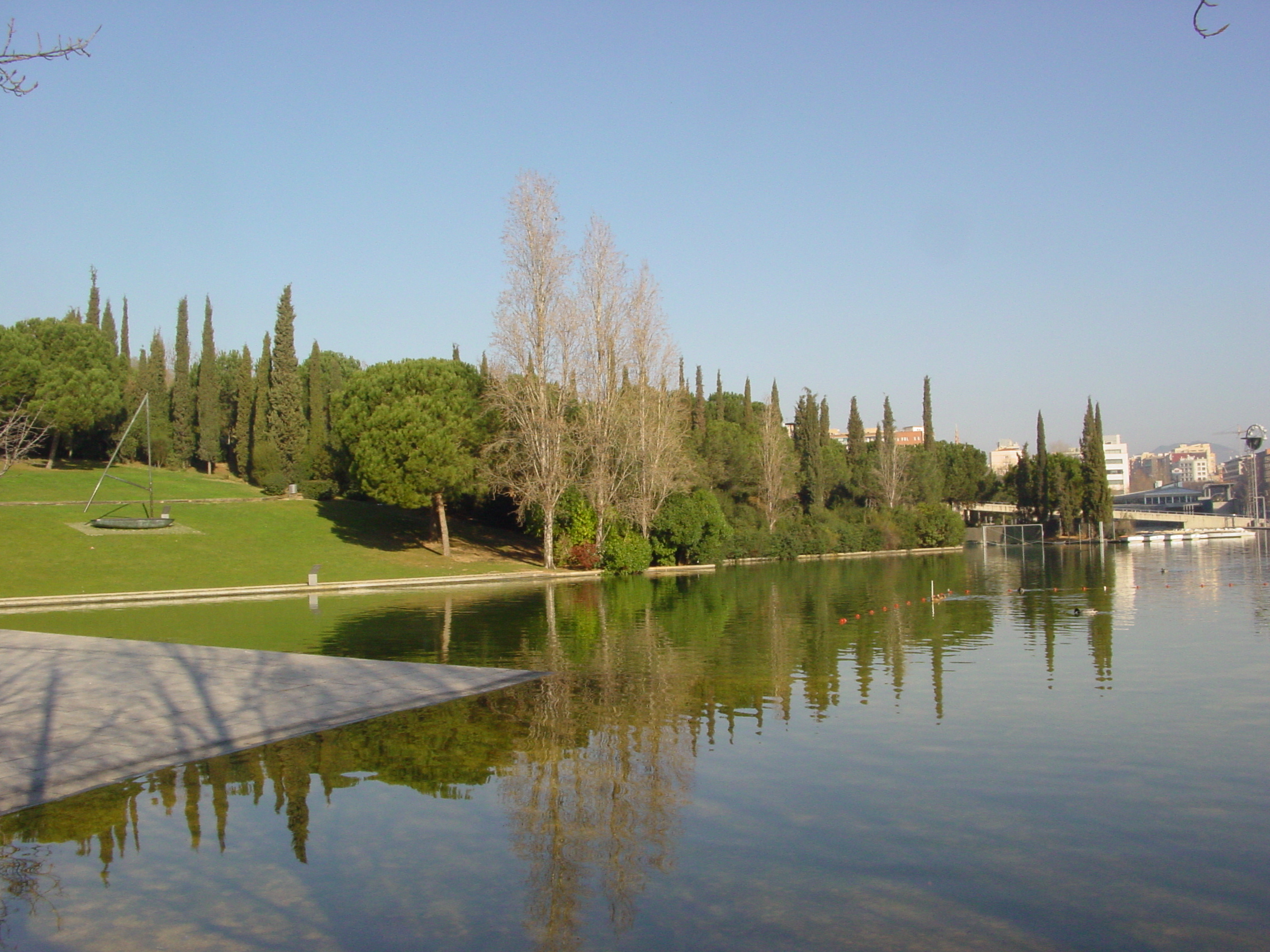
Parc Catalunya (parque Cataluña), lugar de reunión y ocio para los sabadellenses.

## Polémicas
El momento más polémico de su mandato fue cuando ordenaron una carga policial en contra de un grupo de jóvenes que se manifestaba en contra de la conmemoración del 20-N en la iglesia de Sant Feliu.[cita requerida]

## Obras
Es autor del opúsculo Crisis industrial, integració urbana i projecció comarcal: Una visió de futur, editorial Nous Horitzons en 1987.